# Президентские выборы в Колумбии (1926)
Президентские выборы в Колумбии проходили 14 февраля 1926 года. 
После предыдущих выборов 1922 года Консервативная партия была разделена. Лидером одной фракции был министр большинства консервативных правительств Мигель Абадиа Мендес, а другой — ветеран генерал Альфредо Васкес Кобо. Если бы было выдвинуто два кандидата от консерваторов, у либералов мог появиться шанс на победу. Было решено назначить в качестве арбитра архиепископа Боготы Бернардо Эррера Рестрепо. Через несколько недель архиепископ встретился с лидерами консерваторов в своей резиденции и назначил Абадиа в качестве кандидата, пообещав ходатайствовать за выдвижение генерала Васкеса в качестве кандидата на выборах 1930 года. Либералы решили не участвовать в выборах из-за подозрения в мошенничестве на предыдущих выборах, которые привели в президенты Педро Нель Оспина Васкеса.
В результате победу вновь одержал представитель Консервативной партии Мигель Абадиа Мендес, получивший 99,9% голосов. Он был приведён к присяге 7 августа 1926 года.

## Результаты
| Кандидат                          | Партия                            | Голоса  | %    |
| --------------------------------- | --------------------------------- | ------- | ---- |
| Гильермо Валенсиа                 | Консервативная партия             | 370 494 | 99,9 |
| Прочие кандидаты                  |                                   | 432     | 0,1  |
| Недействительные/пустые бюллетени | Недействительные/пустые бюллетени | 766     | 0,1  |
| Всего                             | Всего                             | 370 926 | 100  |
| Источник: Nohlen                  |                                   |         |      |